# Эрджан-султан
Эрджа́н-султа́н, также Ержа́н Саржа́нов (каз. Ержан Саржанүлы; неизв. — 25 июня 1847, холм Кеклик-Сенгир у реки Карасу) — один из предводителей восстания Кенесары Касымова 1837—1847 годов, являвшийся одним из самых доверенных лиц Кенесары Касымова.

## Биография
Эрджан-султан был одним из сыновей Саржан-султана, племянником Кенесары Касымова и братом Худайменди-султана.

#### Участие в восстании Кенесары Касымова
В сентябре 1837 года губернский секретарь князя Чанышева сообщил, что отряд повстанцев численностью около 300 человек под руководством Кенесары и Эрджан-султана совершил нападение на казахов из рода тама и племени конырат:

Угнали всего совершенно скота и убили при том случае 9 и ранили 4 человека, защищавших свою собственность. Скота, принадлежавщего таминцам, отогнано: лошадей — 725, верблюдов — 113, рогатого скота — 77 и баранов — 4099, награблено 9 ружей, с 17 человек одежду и толикое же число лошадей и 2 головных уборов, стоящие оба 25 кобыл, одно седло, оправленное частью золотом и серебром, стоящие 10 кобыл и конратовцам: лошадей — 1500, баранов — 5000, верблюдов — 250, и рогатого скота — 150.
В отчёте Пограничного управления сибирскими казахами за 1840 год, сообщается, что 30 июня сотник Серов напал со своим отрядом на Худайменди-султана и Эрджан-султана, разбил их, забрал всё их имущество:

Коего по пересчёту оказалось: лошадей 990, баранов 478, верблюдов 219 и рогатого 41.
В марте 1842 года, оренбургский генерал-губернатор В. А. Перовский отправил письмо Кенесары Касымову, в котором писал, что Эржан-султан во главе отряда из толенгитов и казахов «алекебайдалинских» угнали скот у казахов из рода темеш и намеревались ограбить казахов из рода теналы.
В июле 1843 года Кенесары Касымов вместе со своими родственниками-султанами Чакбутом, Худайменди и Эрджаном, собрали отряд из 3500 человек и напали на аулы казахов из рода чикли «тлявова отделения»:

Убито из тлявовцев 17 человек и взято в плен 15 девок и женщин, угнано 5500 лошадей, 3500 верблюдов, 970 коров и 7000 баранов.— Из отчёта Оренбургской пограничной комиссии за 1843 год.
В ноябре 1844 года, лазутчики Оренбургской пограничной комиссии, сообщили, что Эрджан-султан был послан для баранты к найманам и баганалинцам, но вернулся без успеха, потеряв убитыми 6 человек.
В августе 1845 года Наурызбай, Худайменди и Эрджан во главе отряда из 600 человек напали на казахов из рода алтай, разграбили их аулы и угнали значительное число лошадей. Об этом набеге сообщил Косулбай Сатубалдин — помощник управляющего кульденянским отделением.

#### Поход против кыргызов
Ахмет Кенесарин в «Насаб-наме-йи султан Садык» сообщает, что весной 1847 года Кенесары три раза посылал свои отряды в набеги на кыргызов, в ходе которых они до трёх дней разоряли аулы кыргызов. Ахмет Кенесарин пишет, что в этих грабежах особенно отличились Наурызбай Касымов и Эрджан-султан. Но в одном из сражений с кыргызами они были взяты в плен и казнены:

В нынешнем же году, три месяца сражаясь, опять с помощью божьей, захватив Кенесару, Наврузбая, Ерджана и Худайменды с 3400 человек, также умертвили. В продолжении двух лет в числе убитых было 30 султанов.— Джантай Карабеков.